# Шонан Белмаре
Шонан Белмаре (Shōnan Berumāre) е японски футболен клуб от гр. Шонан.
В периода предшестващ Джей лигата, отборът от Хирацука на два пъти носи спонсорски имена Естейт Дивелопмънт и Фуджита Когио. През 1993 г. е възприето сегашното наименование, комбинация от района Шонан, в който се намира Хирацука, и двете латински думи bellum (война) и mare (море).

## Отличия
ТОВА / ФУДЖИТА
- All Japan Vase: 1971
- Японска Футболна лига: (3) 1977, 1979, 1981
- Купа JSL: (1) 1973
- Купа на императора: (2) 1977, 1979

БЕЛМАРЕ ХИРАЦУКА / ШОНАН БЕЛМАРЕ
- Купа на императора: (1) 1994
- Купа на носителите на купи на Азия: (1) 1996

## Известни бивши играчи
- Хидетоши Наката (Япония)
- Хамилтон Рикард (Колумбия)
- Хорхе Хирано (Перу)